# Peter Webber
Pour les articles homonymes, voir Webber.
Peter Webber est un réalisateur, éditeur, producteur, et scénariste britannique né en 1968.

## Filmographie

### Réalisateur
- 1992 : The Zebra Man
- 1995 : A to Z of Wagner
- 1997 : The Temptation of Franz Schubert
- 1999 : Underground
- 2001 : Men Only
- 2002 : The Stretford Wives
- 2003 : La Jeune Fille à la perle (Girl with a Pearl Earring)
- 2004 : Six Feet Under
- 2007 : Hannibal Lecter : Les Origines du mal
- 2009 : Jasim (court métrage)
- 2012 : Crimes de guerre (Emperor)
- 2016 : Tutankhamun (en) (mini-série)
- 2019 : Inna de Yard: The Soul of Jamaica
- 2019 : Kingdoms of Fire

### Monteur
- 1991 : Rosebud (court métrage)
- 1992 : The Zebra Man
- 1994 : Football Crazy
- 1996 : Saint-Ex

### Scénariste
- 1995 : Wagner's Women (scénariste)